# ISA Brown
ISA Brown' é um tipo de galinha híbrida poedeira de ovos marrons, que é o resultado do cruzamento de galos Rhode Island Reds (vermelhos) e galinhas Rhode Island Whites (branca portadora do fator columbia ou prateado).
Neste cruzamento é possível saber o sexo dos pintinhos logo depois de nascerem (eclosão) pelo fator columbia (Prateado) ligado ao cromossomo "Z"  da matriz fêmea.
Não é uma raça verdadeira e sim um híbrido de alta produção de ovos, aproximadamente 300 ovos por fêmea no primeiro ano de postura.

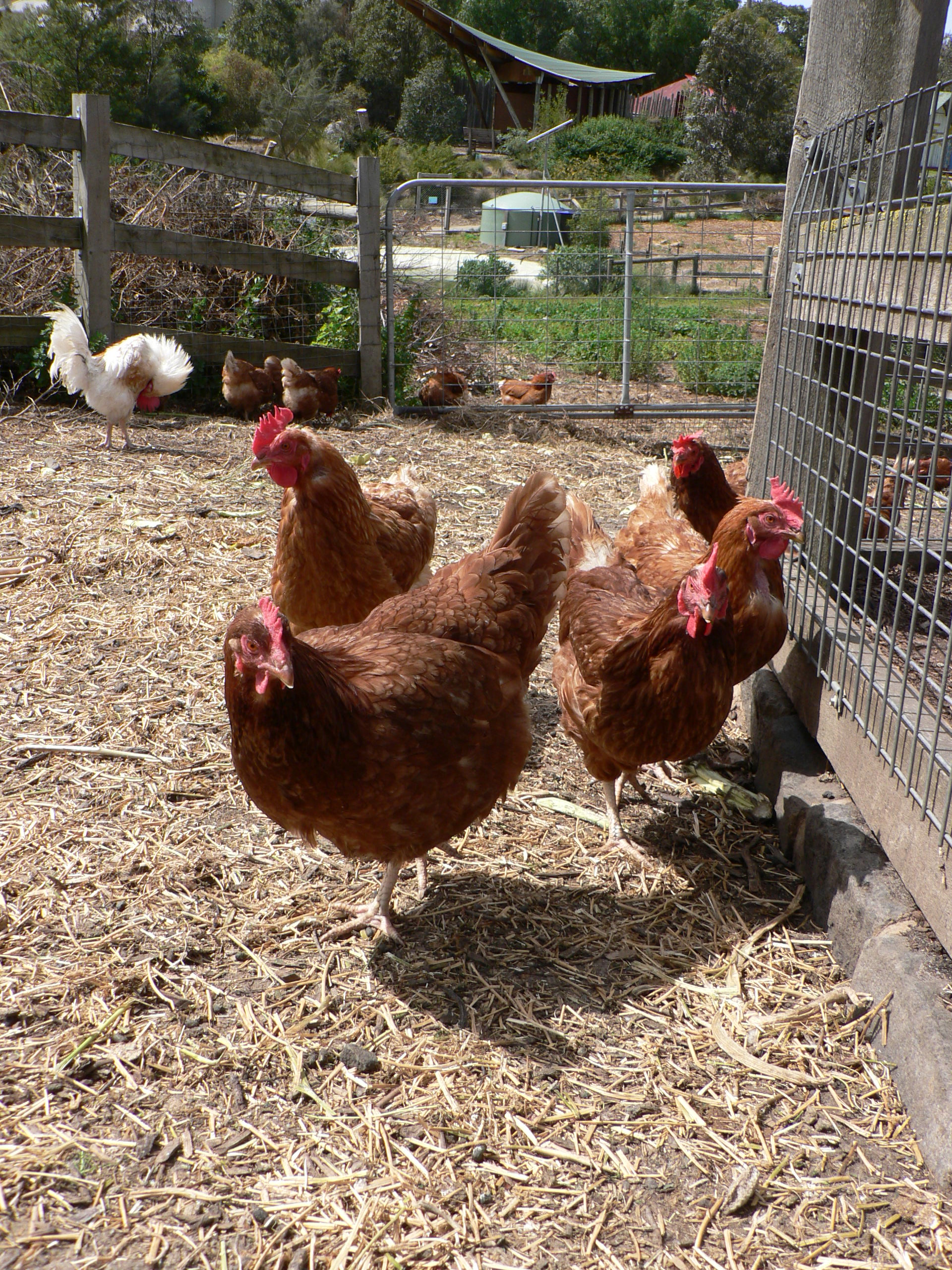
ISA Brown, frangas em CERES Community Environment Park

Outras fêmeas, portadoras do fator prateado, poderiam ser usadas permitindo a separação dos sexos dos pintainhos pela cor, raças: Plymouth Rock Branca, Silver Laced Wyandotte, Delaware e Light  Sussex.

## História
ISA é a sigla para Institut de Sélection Animale da França, a empresa que desenvolveu esta galinha em 1978 para a produção de ovos. Em 1997, o Grupo ISA fundiu-se com a Merck & Co., formando aHubbard ISA, de modo esta galinha híbrida é às vezes chamada de Hubbard Isa Brown. Em 2005, o Institut Sélection de Animale (ISA) e o Hendrix Aves Criadores (HPB) mescladas. Institut Sélection de Animale SAS, da França (ISA SAS) é agora um centro operacional da Hendrix Genetics. Em março de 2005, Hubbard foi comprado da Merial Ltd pelo Grupo Grimaud La Corbière, SA.

## Outras poedeiras de ovos marrons
- Black Stars, híbrida de galos Rhode Island Reds (vermelhos) com galinhas Plymouth Rock Barrada.[3]
- EMBRAPA 051, híbrida de galos Rhode Island Reds (vermelhos) com galinhas Plymouth Rock White [4].

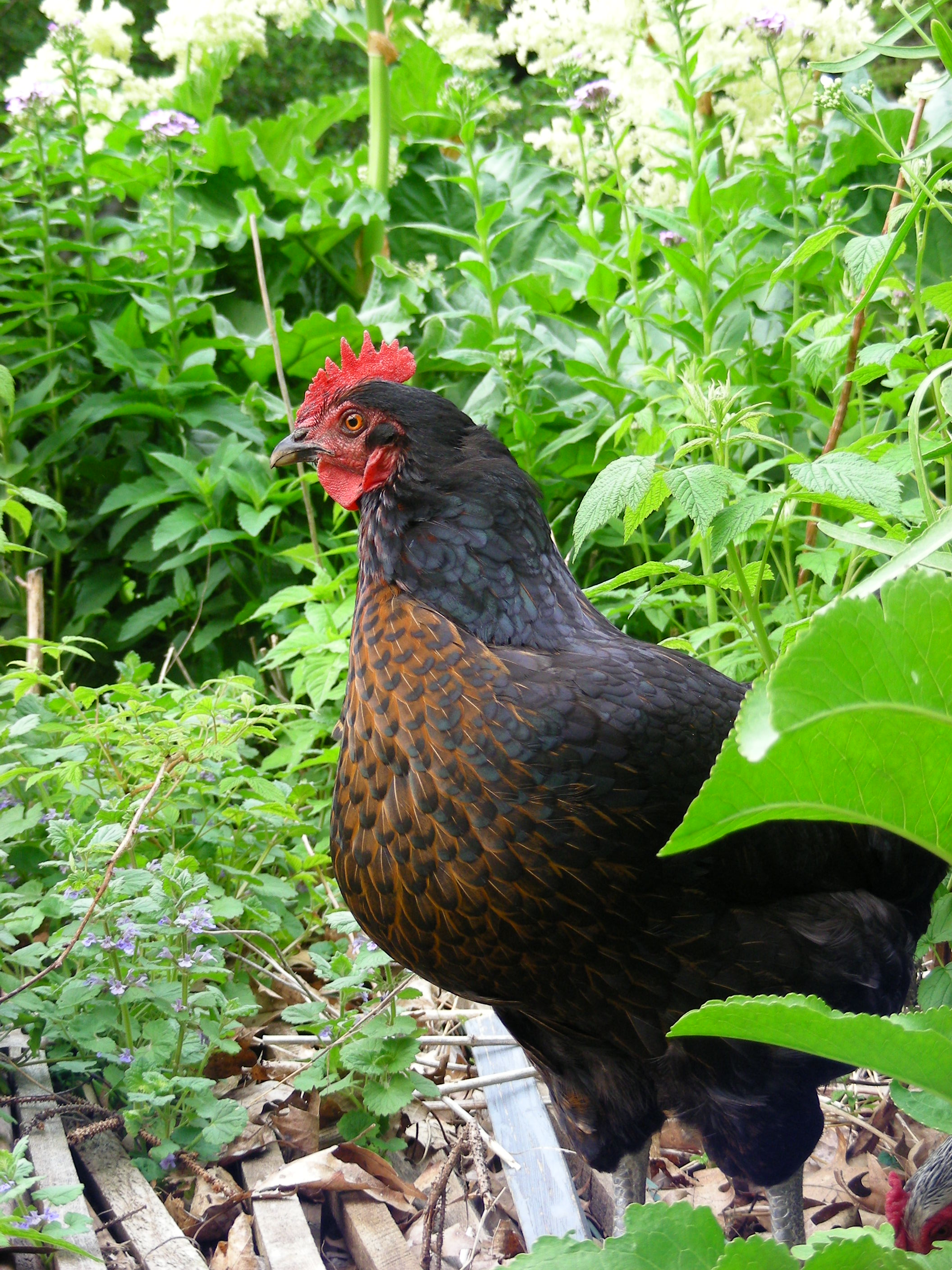
Black Stars